# Ben Watt

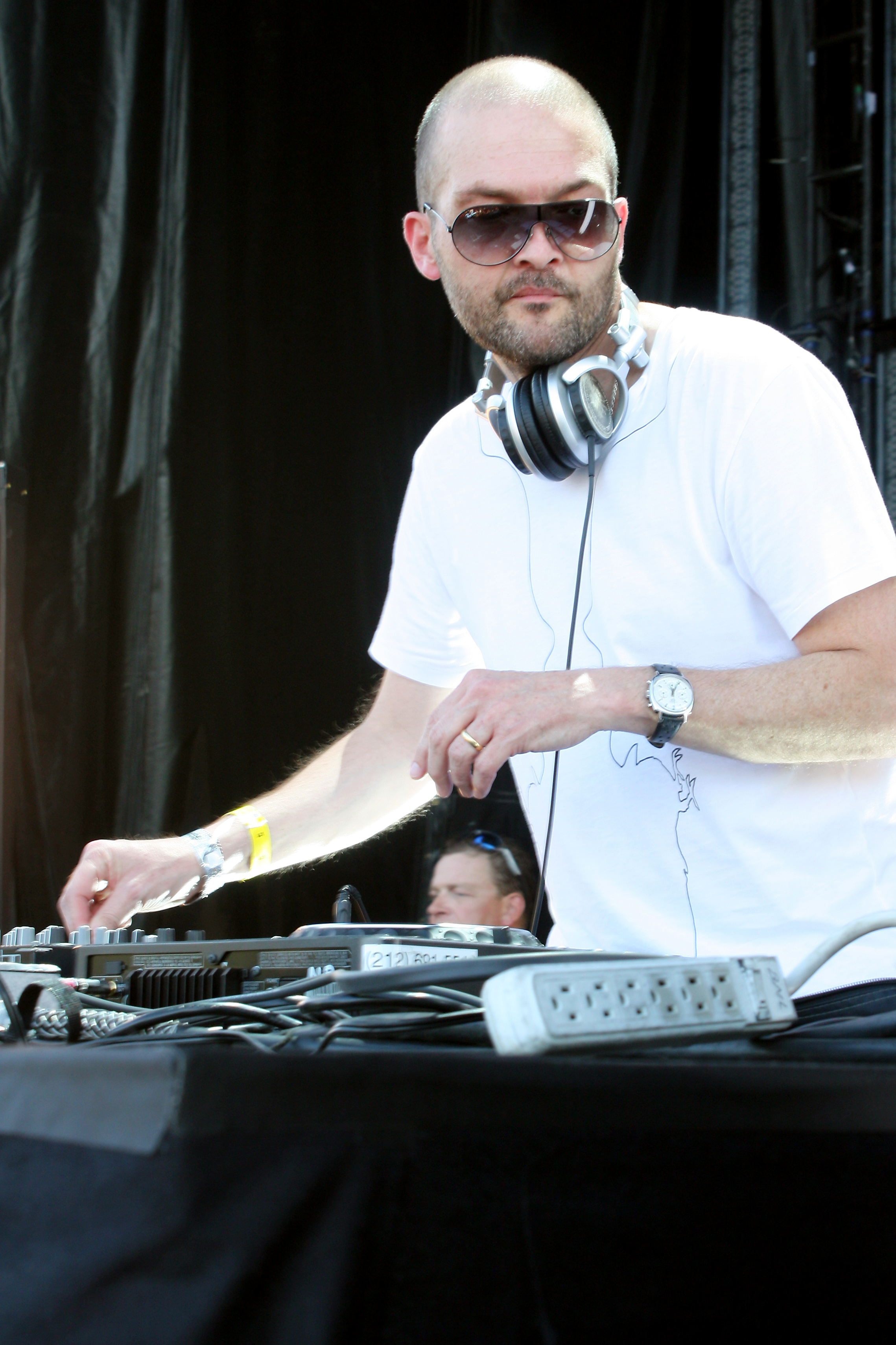
Ben Watt, 2009

Benjamin Brian Thomas Watt (* 6. Dezember 1962) ist ein britischer Musiker, Sänger, Songwriter, Autor, DJ und Radiosprecher. Er ist weiten Kreisen als eine Hälfte des Duos Everything but the Girl bekannt.

## Kindheit und Familie
Watt wurde in Marylebone, London geboren und wuchs in Barnes auf. Sein Vater ist der schottische Jazz Dirigent und Arranger Tommy Watt; seine Mutter ist die klassische Schauspielerin und Journalistin Romany Bain. Er hat vier ältere Halbgeschwister.

## Karriere

### Musiker
Watts erste Liedaufnahme war 1981 mit dem Label Cherry Red. Der erste Single 'Cant' (dt. Kauderwelsch) wurde von dem Folk-Manager Kevin Coyne produziert und entstand in musikalischer Zusammenarbeit mit Richard Allen, der Bratsche und Tamburin spielte. Watts trat 1982 mit fünf Liedern auf Summer into Winter in Erscheinung; Robert Wyatt war als Backgroundsänger und Pianist beteiligt. Das Album Début erschien 1983 unter dem Titel North Marine Drive und stieg in die Top 10 der englischen Independent Albums.
Die Solo-Karriere von Watt pausierte, als er mit der Sängerin Tracey Thorn zu arbeiten begann. In den folgenden 17 Jahren brachten sie als Duo unter dem Namen Everything but the Girl (EBTG) neun Alben hervor. Ab 1984 hatten sie einen Vertrag mit Blanco Y Negro (Warners Entertainment), ab 1995 mit Virgin. EBTG haben achte Goldalben und einen Platinum im Vereinigten Königreich und ein amerikanisches Goldalbum gewonnen. Der Hit Missing erreichte 1996 Platz 2 unter den US Billboard Hot 100.
Nach der selbst auferlegten Pause von EBTG im Jahr 2000 tauchte Watt in die Welt der elektronischen Underground-Musik ein, sowohl als DJ als auch als Aufnahmekünstler/Produzent. Seine Aufnahmen aus dieser Zeit umfassen Clubtracks wie Lone Cat (Holding On), A Stronger Man featuring Sananda Maitreya (früher bekannt als Terence Trent D'Arby), die Outspoken EP Part 1 inklusive Pop A Cap in Yo' Ass mit Estelle, Just a Blip und Guinea Pig.
2014 kehrte Watt zu seinen Folk-Jazz-Wurzeln zurück und veröffentlichte Hendra, sein erstes Soloalbum seit 1983, dessen Inhalt mit einer neuen Band aufgenommen wurde, darunter Bernard Butler, ehemals von der Band Suede. Watt halte Butler für den „perfekten Kontrapunkt, um etwas Dunkelheit ans Licht zu bringen.“  Watt arbeitete auch mit dem Berliner Produzenten Ewan Pearson und David Gilmour von Pink Floyd zusammen. Das Album wurde auf dem neuen, 2014 von Watt gegründeten Plattenlabel Unmade Road veröffentlicht. Watt absolvierte über sechzig Live-Shows zur Unterstützung von Hendra, darunter Tourneen durch Großbritannien, Nordamerika, Japan und Australien. Das Album gewann die Kategorie „Bestes 'schwieriges' zweites Album“ bei den AIM Independent Music Awards 2014. Der Rolling Stone (Deutschland) setzte es auf Platz 2 seiner Liste der besten Alben des Jahres 2014.
Im April 2016 wurde sein drittes Soloalbum Fever Dream veröffentlicht. Selbst produziert in den RAK Studios in London, setzte es seine Zusammenarbeit mit Bernard Butler fort und fügte Gastauftritte von MC Taylor von der North Carolina Folk-Rock-Band Hiss Golden Messenger und der Bostoner Singer-Songwriterin Marissa Nadler hinzu. Es erhielt eine Vier-Sterne-Rezension vom Guardian: „In seinen frühen 50ern macht er einige der besten Musik seiner Karriere.“

### Schriftsteller
Watts erste Memoiren, Patient - The True Story of a Rare Illness (Penguin, 1996), beschreiben seinen lebensverändernden Leidensweg mit dem Churg-Strauss-Syndrom, einer seltenen, lebensbedrohlichen Autoimmunerkrankung, mit der er 1992, am Vorabend einer Nordamerika-Tournee mit Everything But The Girl, diagnostiziert und ins Krankenhaus eingeliefert wurde. Mick Bown nannte es im Daily Telegraph „abwechselnd erschreckend, beißend komisch und intensiv bewegend. Viele Menschen erleiden den Schmerz und die Demütigungen intensiver medizinischer Behandlung; aber nur wenige haben darüber mit solch erschreckender Lebendigkeit oder Klarheit geschrieben.“
Seine zweiten Memoiren, Romany and Tom – ein Porträt des Lebens und der Ehe seiner Eltern – wurden im Februar 2014 von Bloomsbury veröffentlicht. Ebenso gut rezipiert wie die ersten, wurden diese Memoiren im September 2014 auf die Longlist für den Samuel Johnson Prize 2014 gesetzt.

### DJ, Remixer, Labeleigentümer
Seit 1998 stellte Watt die Weiten in der Londoner deep house Szene. Er trat als DJ in vielen Clubs auf und nahm am Miami Winter Music Conference teil. Er machte Remixes u. a. für Sade, Zero 7, Maxwell und Meshell Ndegeocello.
Von 2002 bis 2005 war Watt Miteigentümer der West London Nightclubs Neighbourhood and Cherry Jam. Er sorgte für spoken word Book Slams und förderte Nachwuchstalent.
Im April 2003 gründete Watt sein eigenes deep house und techno Label unter dem Namen Buzzin' Fly Records (nach dem Song von Tim Buckley).
Als DJ war Watt vor 2005 meist in London beschäftigt, aber danach trat er auch in Australien und den Vereinigten Staaten auf. 2008 war er in Barcelona, und von 2007 bis 2009 immer wieder auf dem Space Terrace in Ibiza. 2009 legte er Musik am Electric Zoo Festival in New York City auf.
2007 lancierte er Strange Feeling Records. Unter den ersten Entdeckungen war das ungarische Trio The Unbending Trees.
2014 gründete Watt Unmade Road, das als Label für seinen eigenen Neustart als Singer-Songwriter zur Verfügung stehen sollte.

### Radiosprecher
2006 lancierte Watt die online Buzzin' Fly Radioshow, die auch auf Galaxy Network ausgestrahlt wurde.

## Privatleben
Watt lebt mit seiner Ehefrau und kreativen Partnerin Tracey Thorn in Hampstead im Norden Londons. Sie lernten sich 1981 an der Hull University kennen; nach 27 gemeinsamen Jahren heirateten sie 2008 im Standesamt von Chelsea. Ihre Zwillingstöchter Jean und Alfie wurden 1998 geboren, ihr Sohn Blake kam 2001 zur Welt.
1992 wurde bei Watt eine eosinophile Granulomatose mit Polyangiitis (EGPA) diagnostiziert, eine extrem seltene und potenziell tödliche Autoimmunerkrankung. Ihm wurden schließlich fünf Meter des nekrotisierten Dünndarms entfernt (ca. 75 %), was ihn auf eine dauerhaft eingeschränkte Diät setzte. Später schrieb er die Memoiren Patient über seine Erfahrungen mit der Krankheit und seine Genesung.

## Platten

### Alben
- North Marine Drive (1983, Cherry Red)
- Hendra (2014, Unmade Road dist. by Caroline International) UK No. 46
- Fever Dream (2016, Unmade Road) UK No. 53
- Storm Damage (January 2020, Unmade Road)

### Singles und EPs
- Cant (Juni 1981, Cherry Red)
- Summer into Winter EP with Robert Wyatt (März 1982, Cherry Red)
- Some Things Don't Matter (Februar 1983, Cherry Red)
- Lone Cat (Holding On) (April 2003, Buzzin' Fly)
- Buzzin' Fly Vol 1 EP includes A Stronger Man with Sananda Maitreya (Januar 2004, Buzzin' Fly)
- Outspoken Part 1 mit Pop a Cap in Yo' Ass mit Estelle und Attack, Attack, Attack mit Baby Blak (Januar 2005, Buzzin' Fly)
- Buzzin' Fly Vol 2 EP mit Lone Cat (Holding On) (Justin Martin Remix) und Pop a Cap in Yo Ass (Dubstrumental) von Ben Watt mit Estelle (April 2005, Buzzin' Fly)
- We Are Silver EP mit Old Soul mit Baby Blak, und Lone Cat (Dennis Ferrer & Steve Martinez Special Re-Rub) (April 2007, Buzzin' Fly)
- Buzzin' Fly Vol 4 EP includes Just a Blip (June 2007, Buzzin' Fly)
- Guinea Pig (October 2008, Buzzin' Fly)
- Bright Star by Stimming, Ben Watt & Julia Biel (Feb 2010, Buzzin' Fly)
- Forget (includes acoustic version of The Levels recorded with David Gilmour). (July 2014, Unmade Road)
- Golden Ratio EP (remixes von Charles Webster/Ewan Pearson) (Dezember 2014, Buzzin' Fly)
- Gradually (Januar 2016, Unmade Road)
- Between Two Fires (Februar 2016, Unmade Road)
- Storm Shelter EP (April 2021, Unmade Road)

### Mixes von Ben Watt
- Lazy Dog Vol. 1 mit Jay Hannan (Oktober 2000, Virgin)
- Back to Mine mit Tracey Thorn als Everything but the Girl (Mai 2001, DMC)
- Lazy Dog Vol. 2 mit Jay Hannan (März 2002, Virgin)
- Buzzin' Fly Vol 1: Replenishing Music for the Modern Soul (März 2004, Buzzin' Fly)
- Buzzin' Fly Vol 2: Replenishing Music for the Modern Soul (April 2005, Buzzin' Fly)
- InTheMix 2006 (Australian release; 2 CDs; one compiled and mixed by Ben Watt, one by Ivan Gough) (November 2006, inthemix.au)
- Buzzin' Fly Vol 3 (Juni 2006, Buzzin' Fly)
- Buzzin' Fly Vol 4 (Mai 2007, Buzzin' Fly)
- Buzzin' Fly – 5 Golden Years in the Wilderness (Zusammengestellt und unmixed von Ben Watt) (Juni 2008, Buzzin' Fly)